# Rabidosa
Genre
Rabidosa est un genre d'araignées aranéomorphes de la famille des Lycosidae.

## Distribution
Les espèces de ce genre se rencontrent en Amérique du Nord.

## Liste des espèces
Selon World Spider Catalog (version 17.0, 19/04/2016) :
- Rabidosa carrana (Bryant, 1934)
- Rabidosa hentzi (Banks, 1904)
- Rabidosa punctulata (Hentz, 1844)
- Rabidosa rabida (Walckenaer, 1837)
- Rabidosa santrita (Chamberlin & Ivie, 1942)

## Publication originale
- Roewer, 1960 : Araneae Lycosaeformia II (Lycosidae). Exploration du Parc National de l'Upemba Mission G.F. de Witte, vol. 55, p. 519-1040.